# Prugnanes
Prugnanes (in catalano Prunyanes) è un comune francese di 105 abitanti situato nel dipartimento dei Pirenei Orientali nella regione dell'Occitania.

## Storia

### Simboli
Lo stemma è presente anche nell'Armorial Général de France del 1696.

## Società

### Evoluzione demografica
Abitanti censiti